# Сарпсборг (футбольный клуб)
«Сарпсборг» — несуществующий в настоящее время норвежский футбольный клуб из одноимённого города в коммуне Эстфолл.

## История
Клуб основан 8 мая 1903 года. С 12 выходами в финал Кубка Норвегии является одним из самых титулованных клубов Норвегии. В сезоне 1970/71 «Сарпсборг» участвовал в Кубке ярмарок, но в первом туре уступил английскому клубу «Лидс Юнайтед». В 2007 году клуб слился со своим принципиальным соперником клубом «Спарта» в новый клуб «Сарпсборг 08».

## Достижения
- Премьер-лига Норвегии:
  - Бронзовый призёр (5): 1949, 1950, 1952, 1964, 1965
- Кубок Норвегии:
  - Обладатель (6): 1917, 1929, 1939, 1948, 1949, 1951
  - Финалист (6): 1906, 1907, 1925, 1934, 1935, 1964

## Выступления в еврокубках
| Сезон   | Турнир        | Раунд | Страна      | Клуб         | Счёт     |
| ------- | ------------- | ----- | ----------- | ------------ | -------- |
| 1970/71 | Кубок ярмарок | 1R    | Флаг Англии | Лидс Юнайтед | 0-1, 0-5 |